# 9K31 Strela-1

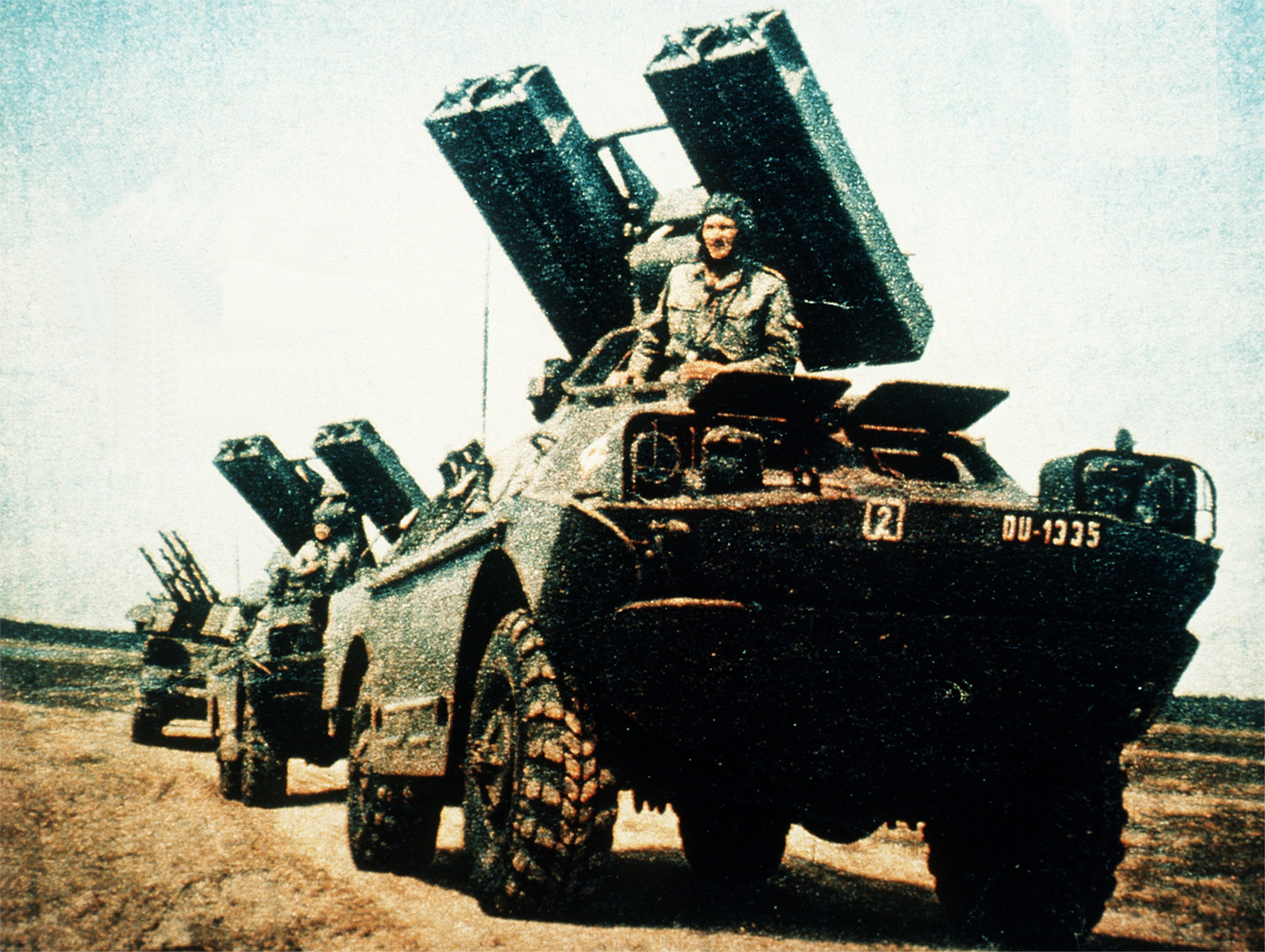
Systém 9K31 Strela-1 v polských službách

9K31 Strela-1 (rusky 9К31 «Стрела-1»; česky "šíp") je vysoce mobilní, infračerveně naváděný protiletadlový raketový komplet krátkého dosahu vyvinutý v SSSR. V rámci indexu GRAU nese název 9K31 a v kódu NATO je značen SA-9 "Gaskin". Systém se skládá z vozidla BRDM-2, které nese 2 páry střel 9M31.
Rakety používané v tomto systému byly vyvinuty v 60. letech společně s všudypřítomným sovětským z ramene odpalovaným systémem 9K32M "Strela-2" (kód NATO SA-7 "Grail"). Zpočátku byly obě střely zamýšleny jako přenosné systémy, ale poté co se ukázalo, že Strela-2 bude daleko kompaktnější, vývojové cíle systému Strela-1 byly změněny. Namísto člověkem přenosného systému na úrovni praporu byly nové požadavky na komplet namontovaný na vozidle na úrovni pluku, který by doplňoval systém ZSU-23-4.